# علیرضا عباسی (نماینده)
علیرضا عباسی (زاده ۱۳۵۳ قم) سیاستمدار ایرانی و نماینده حوزه انتخابیه کرج، اشتهارد و فردیس در مجلس شورای اسلامی است.
علیرضا عباسی در سال ۱۳۵۳ در یکی از روستاهای شهر قم به دنیا آمد. تحصیلات دبیرستانی خود را در شهر قم گذراند. در ۱۳۷۳ در رشته زراعت و اصلاح نباتات پردیس کشاورزی و منابع طبیعی دانشگاه تهران قبول شد. بعد از اخذ لیسانس به رشته بیوتکنولوژی کشاورزی در کارشناسی ارشد مشغول به تحصیل شد.
وی در سال ۸۱ در کنکور دکترای عازم به خارج کشور وزارت علوم شرکت نموده و در دانشگاه ارلانگن نورنبرگ با بورسیه دانشگاه تهران مشغول به تحصیل شده و در سال ۸۶ از رساله دکتری خود دفاع کرد. او بلافاصله به ایران برگشت و از سال ۱۳۸۶ تا امروز عضو هیئت علمی دانشگاه تهران پردیس کشاورزی و منابع طبیعی بوده و دارای مرتبه استاد تمامی است.

## فعالیت در مجلس شورای اسلامی
وی نائب رئیس دوم کمیسیون کشاورزی مجلس است. علیرضا عباسی رتبه سوم بیشترین مشارکت را در رأی‌گیری و حضور در مجلس در بین نمایندگان مجلس یازدهم را داشته است. وی از نخستین افرادی است که از فساد چای دبش مطلع شده و در این خصوص موضع‌گیری کرده است. وی همچنین از منتقدان جدی سید جواد ساداتی نژاد وزیر سابق جهاد کشاورزی محسوب می‌شود که بارها در جلسات کمیسیون کشاورزی مجلس از مدیریت وی انتقاد نموده است. وی در جلسه ای خصوصی با سید ابراهیم رئیسی نسبت به آمارهای غلط و مدیریت ضعیف ساداتی نژاد گزارش خود را ارائه داد که مدتی بعد ساداتی نژاد از وزارت جهاد توسط رئیسی برکنار شد.
علیرضا عباسی جزو نمایندگانی است که به صورت داوطلبانه آراء خود را در سامانه شفافیت آراء نمایندگان ثبت می‌کند.
عباسی به عنوان عضو کمیسیون کشاورزی مجلس شورای اسلامی در زمینه ایجاد اشتغال و حمایت از تولید به صاحبان صنایع پیشنهادهایی ارائه کرده است.

## حمایت از وزیر صمت در جلسه دوم استیضاح فاطمی امین
عباسی سه روز قبل از برگزاری جلسه استیضاح در مصاحبه با ایسنا گفت: «اگر احتمال می‌دادم با رفتن فاطمی‌امین مشکل خودرو حل می‌شود اولین مدافع استیضاح وزیر صمت بودم. استیضاح⁩ چاره کار نیست! با استیضاح نه تنها مشکلی از صنعت خودرو حل نمی‌شود بلکه باعث توقف زنجیره‌وار کارهای مثبتی می‌شود که در این دوره شروع شده است. بهتر است دنبال راهکارهای دیگری باشیم.»
او در حالی از فاطمی امین دفاع کرد که احمد علیرضا بیگی نماینده مردم تبریز از اهدای ۷۰ تا ۷۵ دستگاه خودروی فیدلیتی و دیگنیتی به قیمت کارخانه بین نمایندگان و کارکنان مجلس خبر داده بود و خبرگزاری فارس تلویحاً این ماجرا را تأیید کرده بود. هرچند در جریان این مسئله احمد علیرضا بیگی نتوانست ادعای خود را اثبات کند و در دادگاه محکوم شد.

## حمایت احزاب اصولگرا در انتخابات مجلس دوازدهم
شورای ائتلاف نیروهای انقلاب اسلامی، جبهه پایداری، شورای وحدت و جبهه صبح ایران با انتشار بیانیه ای جداگانه حمایت خود را از نامزدی علیرضا عباسی در دوازدهمین دوره انتخابات مجلس شورای اسلامی از حوزه انتخابیه کرج، اشتهارد و فردیس اعلام کردند. وی در این انتخابات مورد اجماع تمام جریانات سیاسی اصولگرا بوده است.
وی توانست در دوازدهمین دوره انتخابات مجلس با کسب ۱۰۸ هزار رأی به عنوان نفر اول از حوزه انتخابیه کرج، فردیس و اشتهارد مجدد به مجلس راه یابد. وی هزینه‌های انتخاباتی خود را به‌طور شفاف و به میزان ۴۷ میلیون و هفتصد و چهل هزار تومان اعلام نمود.